# Tonestus
 Tonestus   A.Nelson, 1904 è un genere di piante angiosperme dicotiledoni della famiglia delle Asteraceae, sottofamiglia Asteroideae, tribù Astereae (North American lineage) e sottotribù Solidagininae.

## Etimologia
Il nome del genere (Tonestus ) è un anagramma del nome del genere Stenotus.
Il nome scientifico del genere è stato definito dal botanico Aven Nelson (1859-1952) nella pubblicazione " Botanical Gazette; Paper of Botanical Notes. Crawfordsville, IN, Chicago, IL" ( Bot. Gaz. 37: 262 ) del 1904.

## Descrizione

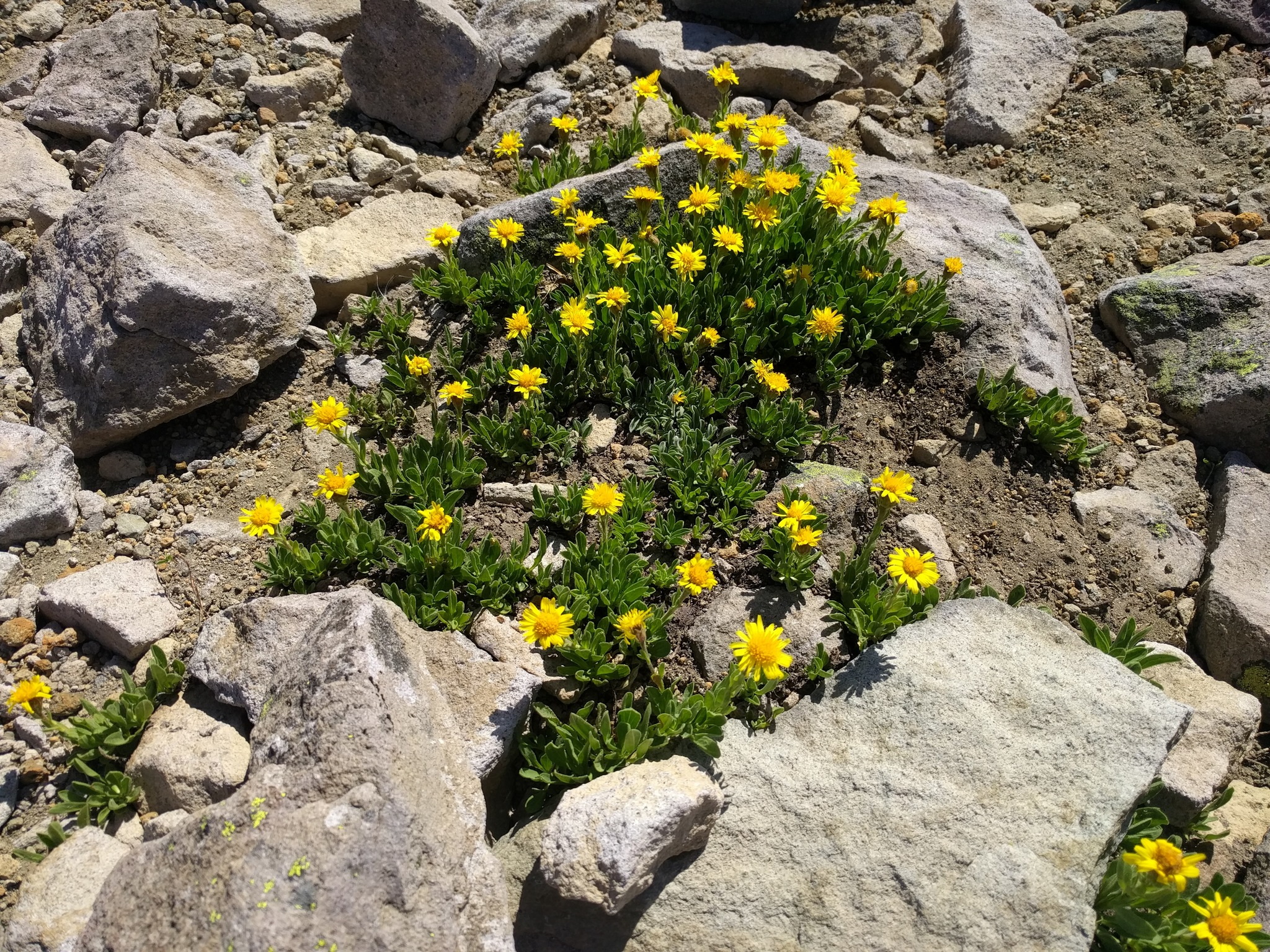
Il portamento
Tonestus lyallii

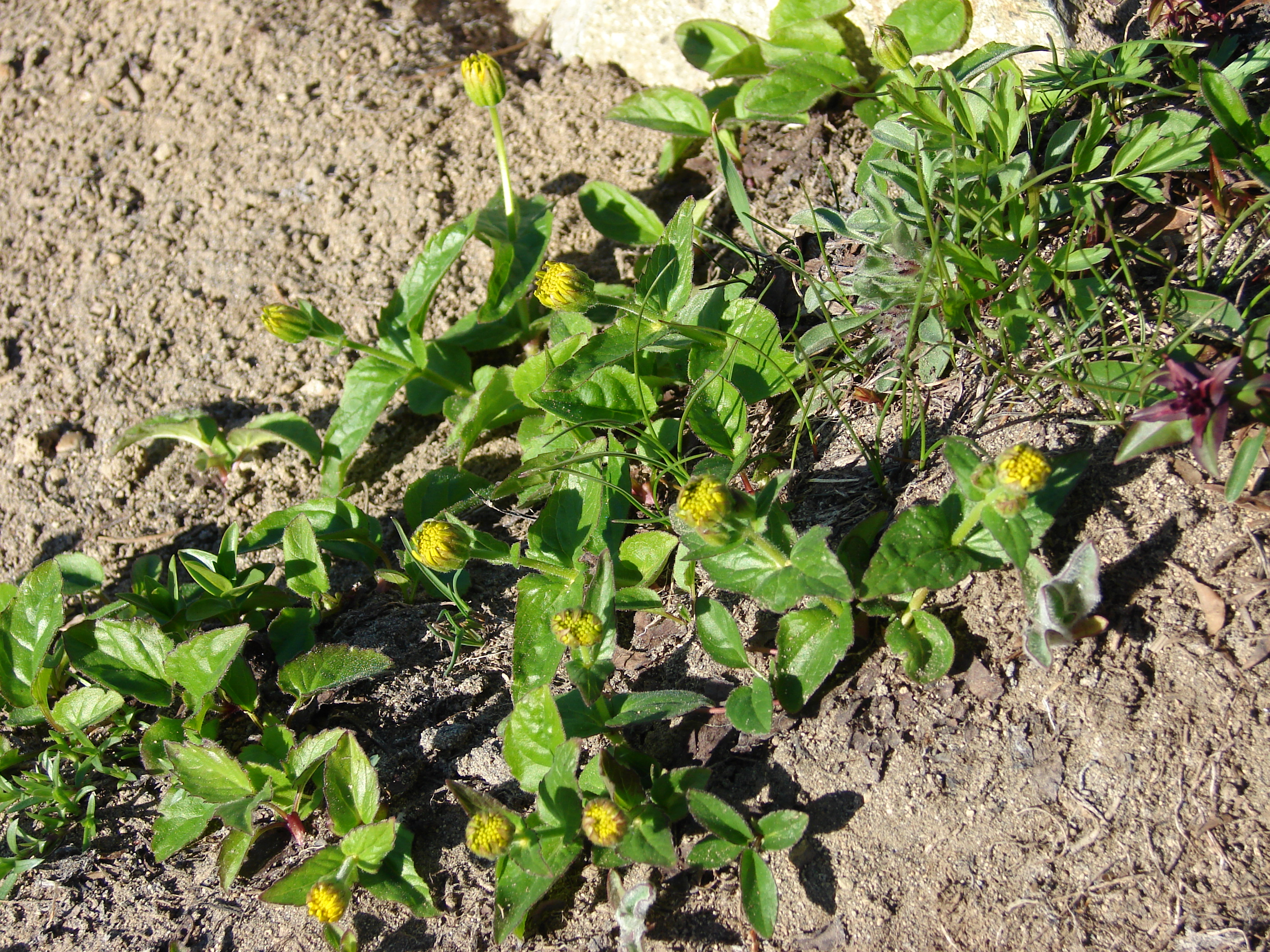
Le foglie
Tonestus lyallii

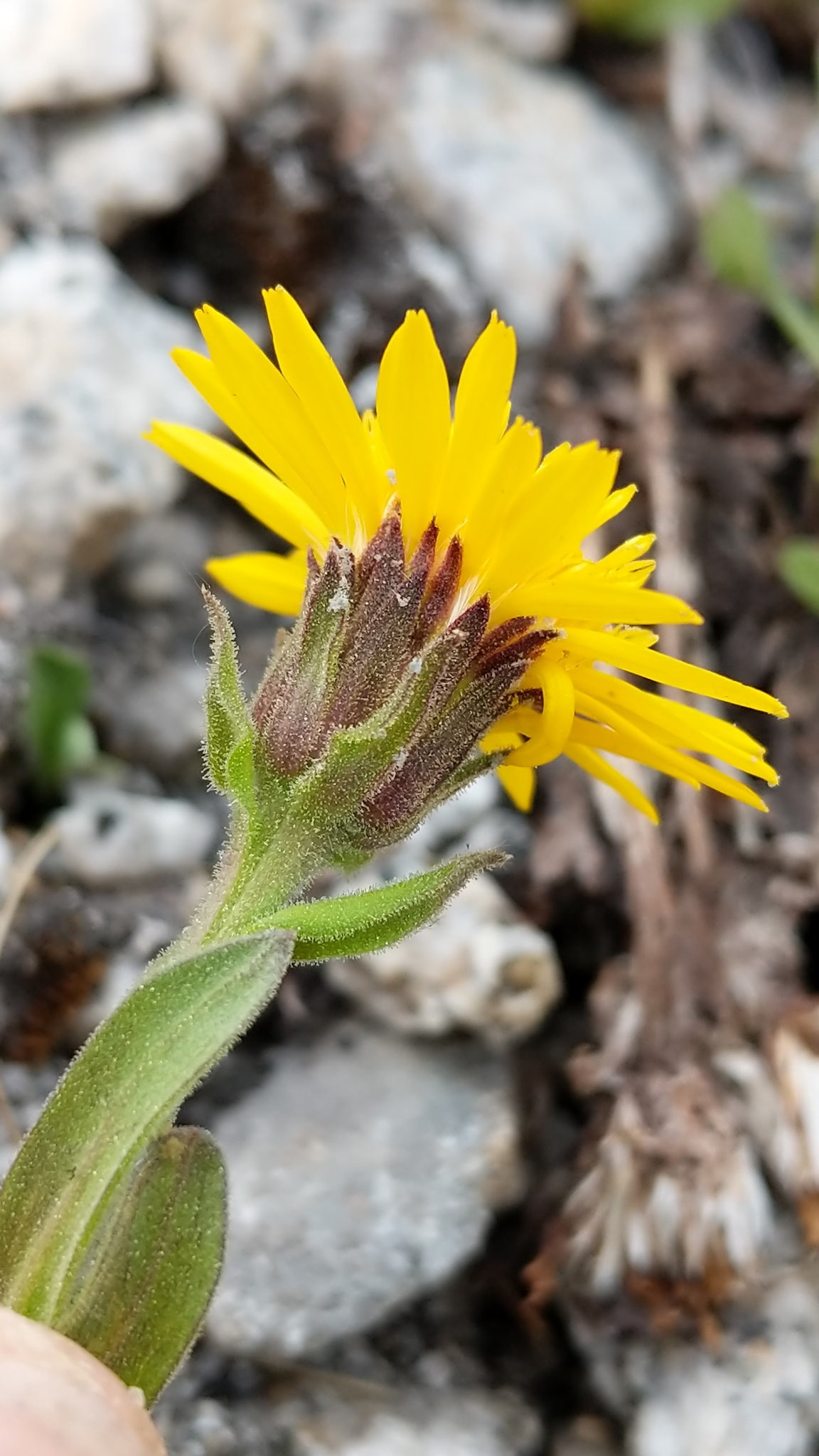
I fiori
Tonestus lyallii

Portamento. Le specie di questo genere hanno un habitus di tipo erbaceo perenne. Le superfici sono ricoperte da ghiandole stipitate. Talvolta il portamento è cespitoso o tipo tappeto.
Fusto. La parte aerea è eretta, semplice o ramosa. La parte sotterranea consiste in snelli rizomi. Altezza media: 1 - 21 cm.
Foglie. Le foglie, sia basali che cauline, picciolate e sessili, sono disposte in modo alternato; spesso sono raggruppate in rosette persistenti. La lamina è semplice, margini interi (talvolta sono spinuloso-dentati) con forme obovate. Quelle cauline sono ridotte. La superficie, percorsa da 3 venature, può essere punteggiata da ghiandole anche stipitate.
Infiorescenza. Le sinflorescenze sono scapose (capolini solitari) che composte da pochi capolini raccolti in lasse formazioni corimbose. Le infiorescenze vere e proprie sono composte da un capolino terminale lungamente peduncolato di tipo radiato o discoide. I capolini sono formati da un involucro, con forme da turbinate o emisferiche a campanulate, composto da 16 - 34 brattee, al cui interno un ricettacolo fa da base ai fiori di due tipi: fiori del raggio e fiori del disco. Le brattee, subuguali e indurite alla base e a consistenza erbacea nella parte apicale, sono disposte in modo più o meno embricato su 3 - 4 serie. Il ricettacolo è privo di pagliette a protezione alla base dei fiori; la forma è piano-convessa. Dimensione dell'involucro: 5 – 28 × 6 – 20 mm.
Fiori.  I fiori sono tetra-ciclici (formati cioè da 4 verticilli: calice – corolla – androceo – gineceo) e pentameri (calice e corolla formati da 5 elementi). Si distinguono in:
- fiori del raggio (esterni): sono da 10 a 23 per capolino, sono femminili e sono disposti su 1 - 2 serie; la forma è ligulata (zigomorfa); possono essere anche assenti;
- fiori del disco (centrali): sono più numerosi (da 16 a 66) con forme brevemente tubulose (attinomorfe); sono ermafroditi.

- Formula fiorale:

*/x K {\displaystyle \infty }, [C (5), A (5)], G 2 (infero), achenio
- Calice: i sepali del calice sono ridotti ad una coroncina di squame.

- Corolla:

- fiori del raggio: la forma della corolla alla base è più o meno tubulosa, mentre all'apice è ligulata non contorta; la ligula può terminare con alcuni denti; il colore è giallo;
- fiori del disco: la forma è imbutiforme-tubulare bruscamente divaricata in 5 lobi; i lobi, patenti o eretti, hanno una forma deltata o più o meno lanceolata; il colore è giallo o giallo-forte.

- Androceo: l'androceo è formato da 5 stami sorretti da filamenti generalmente liberi; gli stami sono connati e formano un manicotto circondante lo stilo; le teche (produttrici del polline) alla base sono troncate e sono lievemente auricolate (molto raramente sono speronate o hanno una coda); le appendici apicali delle antere hanno delle forme piatte e lanceolate; il tessuto endoteciale (rivestimento interno dell'antera) è quasi sempre polarizzato (con due superfici distinte: una verso l'esterno e una verso l'interno). Il polline è sferico con un diametro medio di circa 25 micron;  è tricolporato (con tre aperture sia di tipo a fessura che tipo isodiametrica o poro) ed è echinato (con punte sporgenti).[10][12]

- Gineceo: l'ovario è infero uniloculare formato da 2 carpelli.[6] Lo stilo (il recettore del polline) è profondamente bifido (con due stigmi divergenti, brevi o lunghi a seconda della specie) e con le linee stigmatiche marginali separate.[13] I due bracci dello stilo sono lanceolati e papillosi.

Frutti. I frutti sono degli acheni con pappo; 
- achenio: gli acheni, con forme affusolate o strettamente oblunghe e leggermente compresse, hanno 4 - 12 nervature longitudinali; hanno una superficie glabra o strigosa;
- pappo: il pappo è formato da una serie di 30 - 60 setole biancastre barbate e attenuate all'apice (talvolta è presente una corta serie esterna di scaglie).

## Biologia
Impollinazione: l'impollinazione avviene tramite insetti (impollinazione entomogama tramite farfalle diurne e notturne).

Riproduzione: la fecondazione avviene fondamentalmente tramite l'impollinazione dei fiori (vedi sopra).

Dispersione: i semi (gli acheni) cadendo a terra sono successivamente dispersi soprattutto da insetti tipo formiche (disseminazione mirmecoria). In questo tipo di piante avviene anche un altro tipo di dispersione: zoocoria. Infatti gli uncini delle brattee dell'involucro (se presenti) si agganciano ai peli degli animali di passaggio disperdendo così anche su lunghe distanze i semi della pianta. Inoltre per merito del pappo il vento può trasportare i semi anche a distanza di alcuni chilometri (disseminazione anemocora).

## Distribuzione e habitat
Le specie di questo genere sono distribuite in America del Nord occidentale.

## Sistematica
La famiglia di appartenenza di questa voce (Asteraceae o Compositae, nomen conservandum) probabilmente originaria del Sud America, è la più numerosa del mondo vegetale, comprende oltre 23.000 specie distribuite su 1.535 generi, oppure 22.750 specie e 1.530 generi secondo altre fonti (una delle checklist più aggiornata elenca fino a 1.679 generi). La famiglia attualmente (2021) è divisa in 16 sottofamiglie; la sottofamiglia Asteroideae è una di queste e rappresenta l'evoluzione più recente di tutta la famiglia.

### Filogenesi
La tribù Astereae (una delle 21 tribù della sottofamiglia Asteroideae) comprende circa 40 sottotribù. In base alle ultime ricerche nella tribù sono stati individuati (provvisoriamente) 5 principali lignaggi:
- Basal grade: include alcuni generi isolati, il gruppo "South American-Oceania",  alcune sottotribù africane e il gruppo dei generi legnosi del Madagascar.
- Bellis lineage: comprende le sottotribù eurasiatiche e una sottotribù africana.
- Aster lineage: include i generi asiatici di Asterinae e i principali gruppi dell'Australia e dell'Oceania.
- Baccharis lineage: include alcuni gruppi sudamericani.
- North American lineage: include la vasta gamma di sottotribù del Nordamerica, Messico e alcuni gruppi distribuiti nel Sudamerica.

Il genere  Tonestus  (insieme alla sottotribù Solidagininae ) è incluso nel lignaggio "North American lineage". La sottotribù attualmente è divisa in 6 gruppi informali. Il genere di questa voce appartiene al "Stenotus group".
I caratteri distintivi del genere sono:
- le brattee dell'involucro sono subuguali, e quelle esterne sono simili a foglie;
- i fiori sono dimorfici (del raggio e del disco);
- i fiori del disco sono bisessuali.

Il numero cromosomico delle specie di questo genere è: 2n = 18.

### Elenco delle specie
Questo genere ha 2 specie:
- Tonestus lyallii A.Nelson
- Tonestus pygmaeus  A.Nelson